# Buçimas
Buçimas là một xã trong quận Pogradec thuộc hạt Korçë, Albania. Dân số năm 2005 là 13350 người.